# Cmentarz żydowski w Hošticach

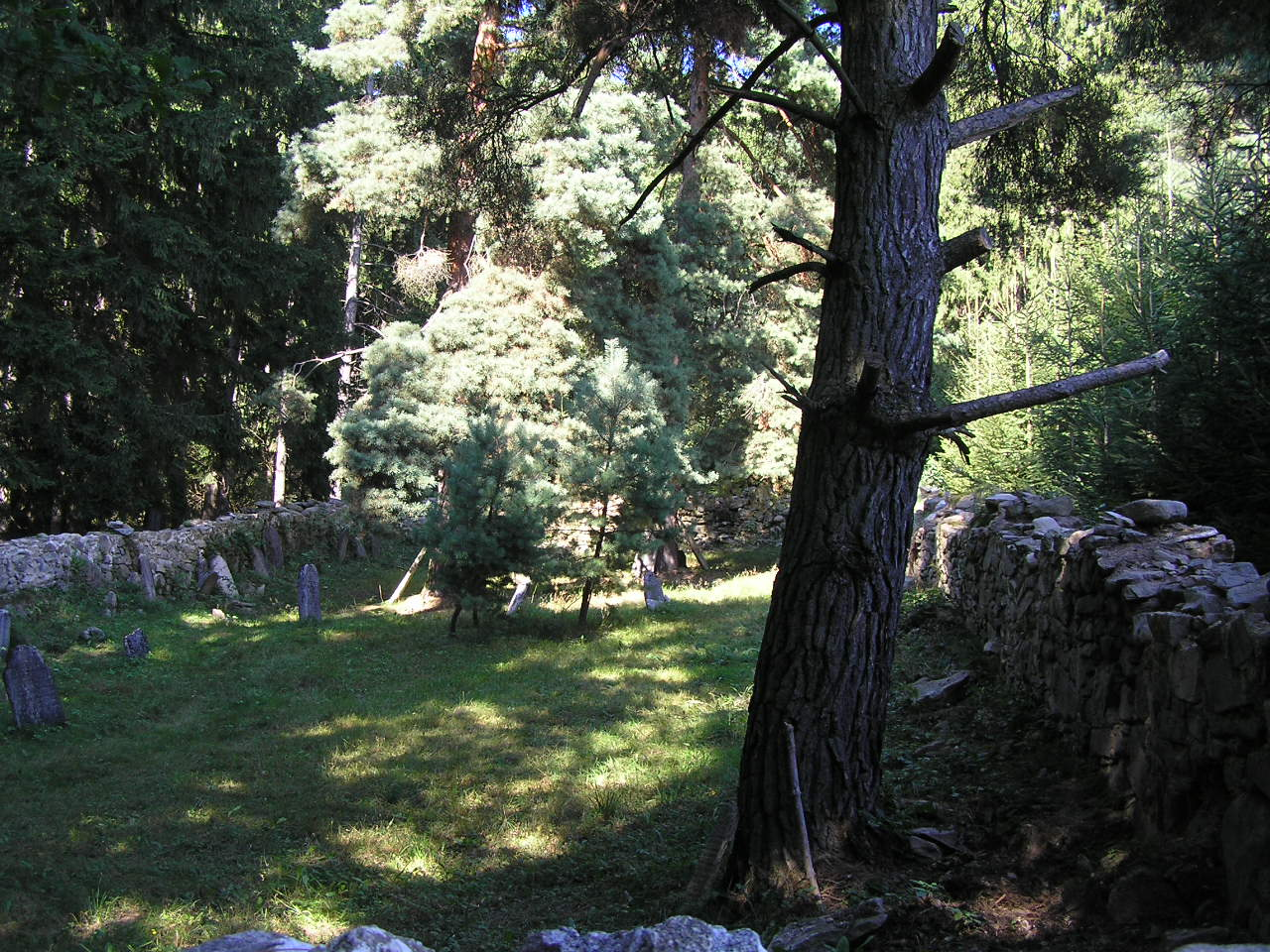
Widok nekropolii

Cmentarz żydowski w Hošticach – powstał w I połowie XVIII wieku jako miejsce pochówku Żydów z pobliskiego Volyně (najstarszy nagrobek pochodzi z 1735 roku). 
Pochówków zaprzestano w końcu XIX wieku. Do naszych czasów zachowało się 50 macew. Znajduje się około kilometra od wsi na skraju lasu. 